# بوم‌شناسی کوئیر
بوم‌شناسی کوییر (یا بوم‌شناسی‌های کوییر) تلاشی برای فهم طبیعت، زیست‌شناسی و تمایلات جنسی در پرتو نظریه کوییر است و پیش‌فرض‌هایی را که دگرجنس‌گرایی و ایده‌های سیسجندر را به‌عنوان هرگونه استاندارد عینی می‌پذیرند، رد می‌کند. این مطالعات از علوم زیستی، اکوفمینیسم، عدالت زیست‌محیطی، معرفت‌شناسی کوییر و جغرافیا بهره می‌برد. این دیدگاه‌ها «دوگانی» های مختلفی را که در درک انسانی از طبیعت و فرهنگ وجود دارند، از هم جدا می‌کنند.

## نمای کلی
بوم‌شناسی کوییر بیان می‌کند که مردم اغلب طبیعت را بر اساس مفاهیم دوگانه مانند «طبیعی و غیرطبیعی»، «زنده یا غیرزنده» یا «انسان یا غیرانسان» در نظر می‌گیرند، در حالی که در واقعیت، طبیعت در یک وضعیت پیوسته وجود دارد. مفهوم «طبیعی» از دیدگاه‌های انسانی دربارهٔ طبیعت نشأت می‌گیرد، نه از خود «طبیعت».
بوم‌شناسی کوییر ایده‌های استثناگرایی انسانی و انسان‌محوری را رد می‌کند، که پیشنهاد می‌دهند انسان‌ها منحصربه‌فرد و مهم‌تر از موجودات غیرانسانی هستند.به‌طور خاص، بوم‌شناسی کوییر دیدگاه‌های سنتی را به چالش می‌کشد که تعیین می‌کنند کدام موجودات، افراد، خاطرات، گونه‌ها، دیدگاه‌ها، اشیا و غیره دارای ارزش هستند.
بوم‌شناسی کوییر همچنین بیان می‌کند که ایده‌های دگرجنس‌گراهنجار، درک انسان از «طبیعت» و جامعه انسانی را اشباع کرده و خواستار گنجاندن یک دیدگاه کوییر رادیکال‌تر و فراگیرتر در جنبش‌های زیست‌محیطی است. بوم‌شناسی کوییر ارتباط میان «طبیعی» و «دگرجنس‌گرایی» یا «هنجار دگرجنس‌گرایانه» را رد می‌کند و توجه را به این واقعیت جلب می‌کند که هم طبیعت و هم گروه‌های اجتماعی به حاشیه رانده‌شده، در طول تاریخ مورد بهره‌کشی قرار گرفته‌اند.
از دریچه بوم‌شناسی کوییر، همه موجودات زنده به هم پیوسته و مرتبط در نظر گرفته می‌شوند.«کوییر کردن» طبیعت به معنای پذیرش پیچیدگی‌های موجود در طبیعت و رهایی تفسیرهای طبیعت از فرضیات انسانی و تأثیرات مخرب آن‌ها است.
بوم‌شناسی کوییر را می‌توان با آنچه تارا طبسی، فعال کوییر و فمینیست، «تاب‌آوری ناپاک» می‌نامد، مرتبط دانست؛ یعنی برچیدن ساختارهای خشونتی که بدن‌های نژادی‌شده و جنسیتی‌شده خاصی را به‌عنوان موجوداتی قابل‌مصرف هدف قرار می‌دهند.
«تاب‌آوری ناپاک» همچنین به ایجاد فضاها و ساختارهایی اشاره دارد که از خودمختاری و رهایی جمعی حمایت می‌کنند، مانند:
- حاکمیت بر زمین
- لغو رژیم‌های زندان و آپارتای
- سیستم‌های جدید غذایی
- پاسخگویی اجتماعی به‌جای پلیس و جرم‌انگاری
- عدم اشاعه و خلع سلاح
- دسترسی به مراقبت‌های بهداشتی
- مسکن رایگان
- تصمیم‌گیری جمعی
- تحول آسیب‌های روانی
این مفهوم در چارچوب بوم‌شناسی کوییر به‌عنوان راهی برای مقابله با ساختارهای سرکوبگر و ایجاد جوامعی پایدارتر مطرح شده است.

## تعریف
اصطلاح «بوم‌شناسی کوییر» به مجموعه‌ای آزاد و میان‌رشته‌ای از شیوه‌ها اشاره دارد که به طرق مختلف، هدفشان برهم زدن بیان‌های گفتمانی و نهادی دگرجنس‌گرایانه و هنجارمند غالب از انسان و طبیعت و همچنین بازاندیشی فرآیندهای تکاملی، تعاملات بوم‌شناختی و سیاست‌های زیست‌محیطی در پرتو نظریه کوییر است.
بوم‌شناسی کوییر از سنت‌های متنوعی مانند زیست‌شناسی تکاملی، جنبش‌های LGBTTIQQ2SA، جغرافیا و تاریخ کوییر، مطالعات علمی فمینیستی، اکوفمینیسم، مطالعات ناتوانی، و عدالت زیست‌محیطی بهره می‌برد. این رویکرد پیچیدگی زیست‌سیاست معاصر را برجسته می‌کند، ارتباطات مهمی بین ابعاد مادی و فرهنگی مسائل زیست‌محیطی برقرار می‌سازد، و بر رویکردی بیانی تأکید دارد که در آن جنسیت و طبیعت در پرتو مسیرهای متعدد قدرت و ماده درک می‌شوند.

## بوم‌شناسی‌های کوئیر و نظریه کریپ
جیوانا دی چیرو، با قرار دادن بوم‌شناسی کوییر در ارتباط نزدیک با مطالعات ناتوانی، الی کلر را به این شکل نقل می‌کند:
«بدن به‌عنوان خانه، اما فقط در صورتی که درک شود که بدن‌ها می‌توانند دزدیده شوند، با دروغ و سم تغذیه شوند، از ما جدا شوند. آن‌ها اطراف من قد علم می‌کنند—بدن‌هایی که با گرسنگی، جنگ، سرطان پستان، ایدز، تجاوز، فشار روزانه کارخانه، کارگاه‌های استثماری، کنسروسازی، کارخانه چوب‌بری، طناب دار، خیابان‌های سرد، خانه سالمندان و زندان به سرقت رفته‌اند.
افراد ناتوان به‌عنوان ابرقهرمانان یا فاجعه‌ها به تصویر کشیده شده‌اند؛ افراد دگرباش بارها و بارها به‌عنوان منحرف و غیرطبیعی معرفی شده‌اند؛ افراد فقیر مسئول فقر خودشان قلمداد شده‌اند. کلیشه‌ها و دروغ‌ها همانند گلوله‌ها در بدن‌های ما جا خوش می‌کنند. آن‌ها آنجا زندگی می‌کنند و عفونت ایجاد می‌کنند، بدن را به سرقت می‌برند.» 